# سیارک ۱۷۶۹
سیارک ۱۷۶۹ (به انگلیسی: 1769 Carlostorres، نامگذاری:1966QP) هزار و هفتصد و شصت و نهمین سیارک کشف شده‌است که در ۲۵ اوت ۱۹۶۶ کشف شد.
قدر مطلق سیارک برابر ۱۲٫۹۰ است.